# アークル
アークル（Arkle、1957年 - 1970年）とは、1960年代にイギリス・アイルランドの障害競走で活躍したアイルランドの競走馬である。
1964年から1966年のチェルトナムゴールドカップを1963年の同レース優勝馬ミルハウスなどの有力馬を全く寄せ付けずに三連覇し、競馬ファンのみならずイギリス中で大きな人気を得た。また同じく1964年から1966年のヘネシーゴールドカップでは、全て12ストーン7ポンド(卓79.4kg)のトップハンデながら、それぞれ優勝、優勝、2着の成績を挙げた。
2003年にイギリスの競馬雑誌・レーシングポストが行った企画「Favourite 100 Horses」（好きな馬100選）では、デザートオーキッド（チェイス）、レッドラム（チェイス）、イスタブラク（ハードル）、ブリガディアジェラード（平地）らを抑え1位に選ばれている。タイムフォーム誌によるレーティングでも、スティープルチェイサー史上最高となる212が与えられている。
1966年12月27日に行われたキングジョージ6世チェイスのレース中に第2障害飛越した際、蹄骨にひびが入り2着に敗退。復帰はかなわず引退した。その時負った怪我が元で1970年5月31日に死亡した。

## 年度別競走成績
1961年（平地2戦0勝）
1962年（ハードル6戦2勝、チェイス1戦1勝）
1963年（チェイス8戦7勝）
- ブロードウェイノーヴィスチェイス、パワーゴールドカップ、ジョンジェームソンゴールドカップ

1964年（チェイス7戦6勝）
- チェルトナムゴールドカップ、アイリッシュグランドナショナル、ヘネシーゴールドカップ、テュエステスチェイス、レパーズタウンチェイス

1965年（チェイス6戦6勝）
- チェルトナムゴールドカップ、ヘネシーゴールドカップ、レパーズタウンチェイス、ウィットブレッドゴールドカップ、ギャラハーゴールドカップ、キングジョージ6世チェイス

1966年（チェイス5戦3勝）
- チェルトナムゴールドカップ、レパーズタウンチェイス、SGBチェイス